# باشگاه فوتبال آلگا بیشکک
باشگاه فوتبال آلگا بیشکک (قرقیزی: Алга Бишкек Футбол Клубу, Alğa Bişkek Futbol Klubu) یک باشگاه فوتبال حرفه ای مستقر در بیشکک، قرقیزستان است که در لیگ برتر فوتبال قرقیزستان، بالاترین سطح فوتبال در قرقیزستان، رقابت می‌کند. این باشگاه بازی های خانگی خود را در ورزشگاه دینامو انجام می دهد.